# Inocybe margaritispora
Inocybe margaritispora är en svampart som först beskrevs av Miles Joseph Berkeley, och fick sitt nu gällande namn av Pier Andrea Saccardo 1887. Enligt Catalogue of Life ingår Inocybe margaritispora i släktet Inocybe,  och familjen Inocybaceae, men enligt Dyntaxa är tillhörigheten istället släktet Inocybe,  och familjen Crepidotaceae. Arten är reproducerande i Sverige. Inga underarter finns listade i Catalogue of Life.